# Тамсалу (волость)

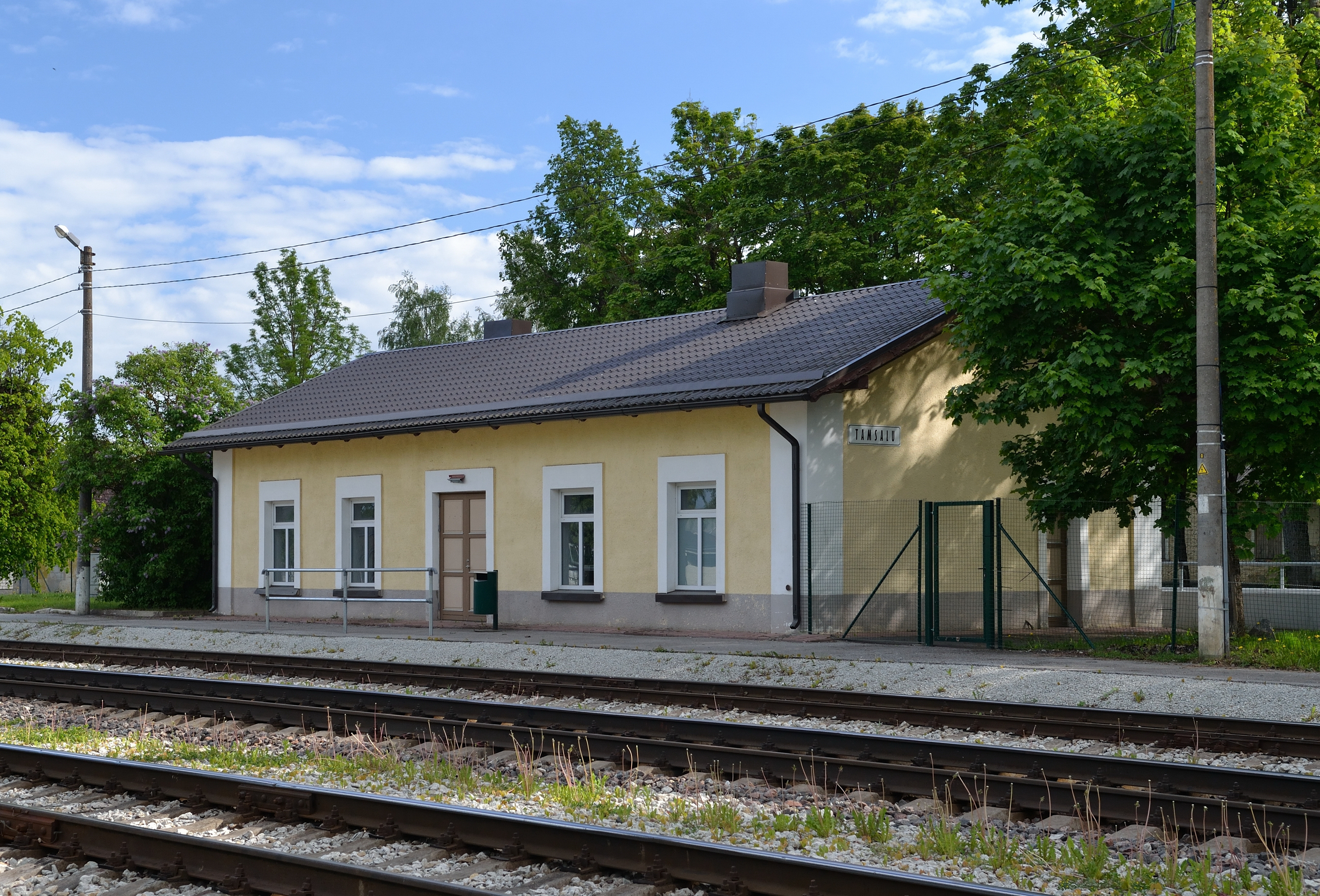

Та́мсалу (эст. Tamsalu vald) — бывшая волость в Эстонии.
Волость Тамсалу находится в восточной части Эстонии, на юго-западе уезда Ляэне-Вирумаа. Площадь волости составляет 214,6 км². Численность её населения равняется 4.546 человек (на 2006 год). Административный центр — город Тамсалу (с 2.572 жителями). На территории волости также расположены деревни Аавере, Алупере, Араски, Ассамалла, Ярси, Ярваые, Кадапику, Каэва, Кергута, Коидукюла, Коплитагусе, Куиэ, Кулленга, Курси, Леммкюла, Локса, Метскаэву, Наистевялья, Пиисупи, Поркуни, Пыдрангу, Саувялья, Савалдума, Сяясе, Тюрье, Уудекюла, Выдикюла, Ваянгу, Вистла, Выхмету, Выхмута.
Расположенное в волости Тамсалу живописное озеро Поркуни привлекает многочисленных туристов, рыбаков-любителей и путешественников. В 1477 году таллинский епископ Симон фон дер Борх (1477—1492) начал строительство на его берегу замка Борхгольм, от которого сохранилась башня.
В результате административно-территориальной реформы 2017 года волость Тамсалу была присоединена к волости Тапа.

## Города-партнёры
- Рена

## Веб-сайт
- Интернет-сайт волости Тамсалу (на эстонском языке)
- Интернет-сайт туристического региона Поркуни (на эстонском языке)